# Балатонбоглар
Балатонбоглар (венг. Balatonboglár) — город в юго-западной Венгрии в медье Шомодь. Расположен на южном берегу озера Балатон. Население по данным на 2004 год — 6 044 человека. Известный курорт.
Город расположен примерно в 150 километрах к юго-западу от Будапешта. В 40 километрах к западу расположен город Кестхей, в 35 километрах к северо-востоку — Шиофок, а в 50 километрах к югу находится столица медье — Капошвар. Рядом с городом проходят автомобильное шоссе E71 Будапешт — Надьканижа — Загреб и железнодорожная магистраль Будапешт — Загреб. С 1979 года по 1991 год Балатонбоглар и прилегающий к нему посёлок Балатонлелле были объединены в один город Богларлелле.
Впервые населённый пункт с таким названием упомянут в 1211 году. Как туристическо-курортный центр начал развиваться на стыке XIX и XX веков. Балатонбоглар, как и большинство городов региона, обладает термальными источниками, на которых построены купальни. Кроме санаторно-курортного обслуживания в городе и окрестностях, развито виноградарство и виноделие.
Символом города служит башня Ксантуша на вершине холма над Балатонбогларом, названная в честь биолога Яноша Ксантуша.
В 2004 году в Балатонбогларе была установлена статуя Палу Телеки, бывшему премьер-министру, противоречивой фигуре в венгерской истории. Установка статуи вызвала дискуссии в прессе и обществе.

## Население
| Год  | Численность | Численность |
| ---- | ----------- | ----------- |
| 2013 | 5901        | [ 3 ]       |
| 2014 | 5866        | [ 4 ]       |
| 2015 | 5798        | [ 5 ]       |
| 2021 | 5471        | [ 6 ]       |
| 2022 | 5208        | [ 7 ]       |
| 2023 | 5351        | [ 8 ]       |
| 2024 | 5390        | [ 2 ]       |

## Города-побратимы
- Бённигхайм, Германия